# 三朝鮮
三朝鮮（さんちょうせん）は、いわゆる古朝鮮のことで、通常は檀君朝鮮・箕子朝鮮・衛氏朝鮮を指す。しかし朝鮮民族主義歴史学の祖、申采浩は、「三朝鮮とは本当は真朝鮮・莫朝鮮・番朝鮮のことであるのに、世間の人は三朝鮮といえば檀君朝鮮・箕子朝鮮・衛氏朝鮮のことだとばかり思っており、誰も真朝鮮・莫朝鮮・番朝鮮を知らない」と嘆いていた。
しかしそもそも檀君は『史記』『三国志』などの中国の史書にはまったく登場せず、初めて朝鮮の歴史書に登場するのが12世紀と遅く、「仏教の宗教説話」の一つとして出てくる。通常は神話として扱われ、歴史事実とは看做されていない。すべて偽書による作話である。
衛氏朝鮮は、朝鮮半島の最初の国家と考えられ、中国の燕に出自を持つ中国人亡命者である衛満が今の朝鮮半島北部に建国した。

## 概略
反日・国民啓蒙の論陣を張り愛国啓蒙運動に努め，民族運動団体新民会に加入していた大韓毎日申報主筆の申采浩の説を以下にあげるが、考古学的の証拠に極めて乏しいことに注意することが必要である。
馬韓・弁韓・辰韓は、馬は莫、慕とも書き「マル」と読み天。弁は番、卞とも書き「プル」と読み地。辰は秦、真とも書き「シン」と読み人の意味。韓は「カン」でモンゴルの汗と同じく王。それぞれ天王・地王・人王の意味となる。その三王の領地は白頭山を中心に取り囲むように配置されている。
最初に朝鮮民族が住んだのは今の朝鮮半島でありそこの王が天王である。自分が天神の子だと称する檀君が愚民を集めて君臨したのが最初の国の始まりであった。人口が増え盛るに従って、のちに中国の遼寧省・熱河省方面に進出したがそこの王が地王。最後に、吉林省や黒竜江省方面に進出して人王を立てた。すなわち、天→地→人は人が住み国を建てた順序である。辰韓は最後にでたがシンは大の意味もあり、辰韓は「大王」でもあり、もっとも尊貴である。それは中国で天皇・地皇・人皇があったが人皇（別名：泰皇）がもっとも尊いというのと同じである。つまり辰韓が皇帝・天子であって、馬韓と弁韓はその二大属国を領する二大臣下である。
しかし戦国時代には、馬韓も弁韓も独立して争い、一つの朝鮮が分裂して三つの朝鮮になった。つまり馬韓・弁韓・辰韓の領土が独立して莫朝鮮・番朝鮮・真朝鮮になったのだ、という。申采浩はマル朝鮮・プル朝鮮・シン朝鮮とも書いている。
また朝鮮の首都である王険城は三つあったとし、北朝鮮の平壌・遼寧省の海城（今の鞍山の海城市）・黒龍江省の哈爾濱（今のハルビン市）とした。

## 三朝鮮

### 真朝鮮
王の姓は解氏。漢籍史書にはこの国はある時は東胡として、またある時は粛慎として出ている。東胡や粛慎は朝鮮民族だったとする。滅亡後、その跡地である満洲には、夫餘国が勃興した。なお夫餘の王都は吉林省の農安（今の長春市の農安県）とする説と黒竜江省の哈爾濱とする説があるが、申采浩は後者をとり、真朝鮮の首都、王険城の跡地でもあったとした。

### 番朝鮮
王は中国人で姓は箕氏。漢籍史書にみえているいわゆる箕子朝鮮のことである。『管子』や『戦国策』には「発朝鮮」とある。これを「発」「朝鮮」と分ける通説は誤りで、「プル朝鮮」の当て字、つまり番朝鮮のこととする。番朝鮮のちに衛満に滅ぼされた。衛氏朝鮮が漢帝国に滅ぼされると、その跡地は漢帝国の楽浪郡とされたが、楽浪郡は通説でいわれている場所（今の北朝鮮）ではなく、今の遼東半島にあったとする。

### 莫朝鮮
王の姓は韓氏。この国は真朝鮮や番朝鮮と異なり、中国から遠いのでほとんど記録に残っておらず詳細不明。今の北朝鮮には「楽浪国」や「帯方国」があったが、これらは中国の楽浪郡や帯方郡とは関係がなく、初めは馬韓を構成する諸国の一つだったにすぎない。中国や日本の学界では、楽浪国と楽浪郡は同一であり、単に楽浪郡と楽浪国を言い換えているとみられており、楽浪国と国号を称しているのは、楽浪郡が漢に設置されたことを認めながらも、その地の住民は自立していたという見解であるが故にという解釈もあり、中国や日本の学界では楽浪国王とは楽浪郡太守のことと解される。楽浪国王の姓は「崔氏」、帯方国王の姓は「張氏」という中国姓を持っており、『三国史記』高句麗本紀・大武神王紀には、「崔氏」という中国姓を持っている楽浪国王崔理の娘である楽浪公主と大武神王の子である好童の恋愛話が挿入されている。真朝鮮や番朝鮮から戦乱を逃れてやってくる人々が多く、馬韓の王は彼らに東南部の未開の辺境に土地（慶尚道）を与えて住まわせた。それが漢籍史書（『三国志』など）にみえる辰韓・弁韓である。